# Adamo Coulibaly
Adamo Coulibaly (Párizs, 1981. augusztus 14. –) elefántcsontparti származású francia labdarúgó, csatár.
2006-ban még egy párizsi külvárosban, Poissyban, a Peugeot gyárban éjszakai műszakos targoncavezetőként dolgozott, hogy kiegészítse a francia hetedosztályú RC Neauphle-Le-Château-nál futballistaként keresett sovány jövedelmét.

## Pályafutása
A 2011–12-es szezonban 20 góllal járult hozzá a veretlenül bajnokságot nyert Debreceni VSC bajnoki címéhez, amivel a gólkirályi címet is megszerezte. A 2012–2013-as szezonban is csapata meghatározó, és legeredményesebb játékosa volt, a Győri ETO FC elleni kupadöntőben két gólt szerzett, a DVSC pedig 2–1-re győzött. Az idény végén másodszor is gólkirállyá koronázták, ezúttal 18 lőtt góllal végzett a góllövőlista élén
A francia támadó a debreceni csapat színeiben négy év alatt az NB I-ben összesen 108 meccsen 64 gólt szerzett, amivel a klub második legeredményesebb labdarúgója Sándor Tamás mögött. Két bajnoki címet és három Magyar Kupa győzelmet ünnepelhetett, valamint pályára lépett a Bajnokok Ligája és az Európa-liga csoportkörében is a DVSC tagjaként.
2013 nyarán a francia másodosztályú RC Lens-hez igazolt.
2015. november 3-án ismét a Debreceni VSC labdarúgója lett. Kontraktusát 2016. június 30-ig írta alá a hétszeres magyar bajnok együtteshez. A szerződés a klub részéről opciós joggal egy évvel meghosszabbítható.
Fél év alatt hét NB I-es bajnokin jutott szóhoz, gólt nem szerzett. A DVSC 2016 májusában nem élt opciós jogával, így Coulibaly szabadon igazolhatóvá vált.
2017 januárjában a belga ötödosztályban szereplő RFC Tilleur csapatához írt alá.
Fél évet követően, szabadon igazolható játékosként az élvonalban újonc Balmazújváros csapatánál jelentkezett edzésre. Végül a balmazi klub nem szerződtette a kétszeres magyar gólkirály francia támadót, mivel előző belga csapatánál amatőr szerződéssel rendelkezett, így szerződtetni őt kizárólag átigazolási időszakban, tehát legkorábban 2018 januárjában lehetett volna, azonban a balmazi klub végül elállt a francia támadó szerződtetésétől.

## Sikerei, díjai
Debreceni VSC
- Magyar bajnok: 2010, 2012
- Magyar Szuperkupa-győztes: 2009, 2010
- Ligakupa-győztes: 2010
- Magyar-kupa-győztes: 2010, 2012, 2013

Egyéni
- Magyar gólkirály: 2012, 2013
- Zilahi-díj: 2013

## Statisztika
Utolsó elszámolt mérkőzés: 2015. 07. 21.
| Csapat           | Csapat           | Csapat           | Bajnokság | Bajnokság | Kupa  | Kupa | Nemzetközi | Nemzetközi | Összesen | Összesen |
| Szezon           | Klub             | Liga             | Mérk.     | Gól       | Mérk. | Gól  | Mérk.      | Gól        | Mérk.    | Gól      |
| Franciaország    | Franciaország    | Franciaország    | Bajnokság | Bajnokság | Kupa  | Kupa | Nemzetközi | Nemzetközi | Összesen | Összesen |
| ---------------- | ---------------- | ---------------- | --------- | --------- | ----- | ---- | ---------- | ---------- | -------- | -------- |
| 2006–07          | AS Poissy        | Championnat      | 23        | 11        | —     | —    | —          | —          | 23       | 11       |
| Belgium          | Belgium          | Belgium          | Bajnokság | Bajnokság | Kupa  | Kupa | Nemzetközi | Nemzetközi | Összesen | Összesen |
| 2007–08          | Sint-Truidense   | Jupiler League   | 28        | 7         | —     | —    | —          | —          | 28       | 7        |
| 2008–09          | Royal Antwerp    | Tweede Klasse    | 31        | 2         | —     | —    | —          | —          | 31       | 2        |
| Magyarország     | Magyarország     | Magyarország     | Bajnokság | Bajnokság | Kupa  | Kupa | Nemzetközi | Nemzetközi | Összesen | Összesen |
| 2009–10          | Debreceni VSC    | OTP Bank Liga    | 30        | 14        | 8     | 8    | 10         | 3          | 48       | 25       |
| 2010–11          | Debreceni VSC    | OTP Bank Liga    | 26        | 13        | 8     | 2    | 11         | 3          | 45       | 18       |
| 2011–12          | Debreceni VSC    | OTP Bank Liga    | 27        | 20        | 5     | 2    | —          | —          | 32       | 22       |
| 2012–13          | Debreceni VSC    | OTP Bank Liga    | 27        | 18        | 9     | 9    | 6          | 2          | 42       | 29       |
| Franciaország    | Franciaország    | Franciaország    | Bajnokság | Bajnokság | Kupa  | Kupa | Nemzetközi | Nemzetközi | Összesen | Összesen |
| 2013–14          | RC Lens          | Ligue 2          | 31        | 6         | 6     | 2    | —          | —          | 37       | 8        |
| 2014–15          | RC Lens          | Ligue 1          | 33        | 4         | 2     | 1    | 0          | 0          | 35       | 5        |
| Magyarország     | Magyarország     | Magyarország     | Bajnokság | Bajnokság | Kupa  | Kupa | Nemzetközi | Nemzetközi | Összesen | Összesen |
| 2015–16          | Debreceni VSC    | OTP Bank Liga    | 0         | 0         | 0     | 0    | —          | —          | 0        | 0        |
| Összesen         | Franciaország    | Franciaország    | 87        | 21        | 8     | 3    | —          | —          | 95       | 24       |
| Összesen         | Belgium          | Belgium          | 59        | 9         | —     | —    | —          | —          | 59       | 9        |
| Összesen         | Magyarország     | Magyarország     | 110       | 65        | 30    | 21   | 27         | 8          | 167      | 94       |
| Karrier összesen | Karrier összesen | Karrier összesen | 256       | 95        | 38    | 24   | 27         | 8          | 321      | 127      |